# Антарктический холодный реверс
| Хронология                        | Похолодание/потепление (Восточная/Западная Европа) | Начало (тыс. лет назад) / ИКС (MIS) |
| --------------------------------- | -------------------------------------------------- | ----------------------------------- |
| Голоцен                           | Пребореальный период                               | Менее 11,7                          |
| Позднеледниковье                  |                                                    |                                     |
| Поздний дриас                     | 12,7                                               |                                     |
| Аллерёдское потепление            | 13,9                                               |                                     |
| Средний дриас                     | 14,1                                               |                                     |
| Бёллингское потепление            | 14,7 (MIS 1)                                       |                                     |
| Поздний пленигляциал              |                                                    |                                     |
| Ранний дриас                      | 16,9                                               |                                     |
| Вепсовская (Мекленбургская) фаза  | ~18                                                |                                     |
| Едровская (Померанская) фаза      | ~20                                                |                                     |
| Бологовская (Франкфуртская фаза)  | ~22,3                                              |                                     |
| Усвячская (Бранденбургская) фаза) | 24 (MIS 2)                                         |                                     |
| Дунаевское (Денекамп)             | ~28,2                                              |                                     |
| Средний пленигляциал              |                                                    |                                     |
| Шенское                           | ~30                                                |                                     |
| Ленинградское (Хенгело)           | ~39                                                |                                     |
| Ленинградское (Моерсхофт)         | ~47                                                |                                     |
| Кашинское (Эберсдорф)             | ~50                                                |                                     |
| Красногорское (Глинде)            | ~55,5                                              |                                     |
| Красногорское (Оерел)             | 58 (MIS 3)                                         |                                     |
| Ранний пленигляциал               |                                                    |                                     |
| Шестихинское (Шалкхольц)          | ~70 (MIS 4)                                        |                                     |
| Круглицкое (Оддераде)             | ~77 (MIS 5a)                                       |                                     |
| Лапландское (Редерсталь)          | ~85 (MIS 5b)                                       |                                     |
| Верхневолжское (Брёруп)           | ~93                                                |                                     |
| Верхневолжское (Амерсфорд)        | ~100 (MIS 5c)                                      |                                     |
| Курголовское (Хернинг)            | ~112 (MIS 5d)                                      |                                     |
| Микулинское межледниковье         |                                                    |                                     |
| ←Эемское потепление               | 128—117 (MIS 5e)                                   |                                     |

Антаркти́ческий холо́дный ре́верс, англ. Antarctic Cold Reversal, ACR) — важное событие в мировой климатической истории Земли, произошедшее 14500 лет назад и завершившееся около 12 тыс. лет назад. Представляет собой эпизод охлаждения во время дегляциации в конце последнего оледенения. Антарктический холодный реверс иллюстрирует сложность климатических изменений при переходе от плейстоцена к голоцену.
Последний ледниковый максимум, как и минимум уровня моря произошли около 21 тыс. лет назад. Около 18 тыс. лет назад началось постепенное потепление, признаки которого наблюдаются в пробах антарктического льда. Приблизительно 14700 лет назад из антарктического ледяного щита происходит резкий выброс талой воды, что приводит к подъему уровня моря. Этот процесс гляциологи обозначают как «импульс 1А» (en:Meltwater pulse 1A), объём которого оценивается в 1 млн тонн в секунду. Указанный выброс талой воды стал причиной морской трансгрессии, глобального повышения уровня моря примерно на 20 метров всего за 200 лет, что повлияло на начало бёллинг/аллерёдского потепления, крупной перемены климата с холодного к тёплому в Северном полушарии. Напротив – в Антарктике и в Южном полушарии в целом началось новое охлаждение — антарктический холодный реверс, который начался около 14500 лет назад и продолжался в течение двух тысячелетий. Подобный реверс является примером того, как первоначальное потепление в итоге стало причиной похолодания. Подобный механизм также наблюдался и в Северном полушарии 8200 лет назад - в нем произошло похолодание, именуемое колебанием Мезокко.
Антарктический холодный реверс повлёк за собой снижение среднегодичной температуры примерно на 3°C. В Северном полушарии, после завершения периода бёллингского потепления, он вызвал похолодание, известное как поздний дриас. Процесс антарктического холодного реверса завершился в середине позднего дриаса - около 12 тыс. лет назад.
Антарктический холодный реверс и его последствия, когда в северном и южном полушарии одновременно существовали противоположные климатические тенденции («юг опережает, север отстаёт»), имели аналоги и в последующих климатических событиях. Причина различных тенденций в климате двух полушарий и конкретные механизмы тенденций потепления и охлаждения до сих пор являются предметом изучения и споров климатологов, так же как и определение точной датировки антарктического холодного реверса.
Примерно 800 лет спустя, за антарктическим холодным реверсом последовал Океанский холодный реверс в Южном океане.